# Nepoot
Het was gebruikelijk dat de gekozen pausen hun familieleden, en kinderen, want ook dat kwam voor, als "neven" aanduidden. Deze nepoten, (Latijn: nepos = neef), enkelvoud "Nepoot",  werden in de adelstand verheven, soms tot kardinaal gemaakt, en ze kregen rijke bezittingen toegeschoven. De pausen zorgden ook voor sinecures en rijke bisdommen. Het nepotisme was in de middeleeuwen en tijdens de renaissance in de ogen van tijdgenoten lange tijd normaal. Wanneer een familielid een dergelijke "buit" binnenhaalde werd hij geacht ook voor zijn familieleden te zorgen.
Het "nepotisme"werd spreekwoordelijk in verschillende talen en was uiteindelijk een van de oorzaken van de reformatie. De tomeloze hebzucht van de leden van de Ottoboni, Farnese en vooral Borgia had de christelijke wereld geschokt. In de 15e eeuw waren hele gebieden losgemaakt van de Kerkelijke Staat.
Een kardinaal-nepoot, of kardinaal-neef (Latijn: cardinalis nepos) was een kardinaal, die gepromoveerd werd door een paus, die ofwel een oom, dan wel een directe bloedverwant was.
Na het Concilie van Trente en de contrareformatie nam het nepotisme sterk af. De bul Romanum Decet Pontificem, uitgevaardigd door paus Innocentius XII in 1692 bracht het eerste verbod. Tegenwoordig is het krachtens de kerkelijke wetten nadrukkelijk verboden al geldt de bul Urbem Romam die de familie van de paus tot Romeinse prinsen maakt nog steeds.